# Pseudopterogorgia elisabethae
Pseudopterogorgia elisabethae är en korallart som beskrevs av Bayer 1961. Pseudopterogorgia elisabethae ingår i släktet Pseudopterogorgia och familjen Gorgoniidae. Inga underarter finns listade i Catalogue of Life.